# Anthony Mantha
Anthony Mantha (né le 16 septembre 1994 à Longueuil, dans la province de Québec au Canada) est un joueur professionnel canadien de hockey sur glace. Il évolue au poste d'ailier.

## Biographie
Anthony Mantha est né en 1994 dans la ville de Longueuil au Québec. Il est le petit-fils d'André Pronovost, joueur de la Ligue nationale de hockey dans les années 1950 et qui remporte alors quatre Coupes Stanley avec les Canadiens de Montréal.
Il commence sa carrière en jouant avec le Collège Français Rive-Sud en 2009-2010. Lors de la saison suivante, il évolue avec Les Riverains du collège Charles-Lemoyne en ligue midget AAA. Au cours de cette même saison, il fait ses débuts avec les Foreurs de Val-d'Or dans la Ligue de hockey junior majeur du Québec en participant à deux rencontres.
En 2011-2012, il joue toute la saison avec les Foreurs et fait ses débuts avec l'équipe du Canada au cours du championnat du monde moins de 18 ans et remporte la médaille de bronze. Avec 50 buts à la fin de la saison 2012-2013, il est premier du classement de la LHJMQ pour cet exercice.
Au cours de l'été 2013, il est repêché à la vingtième position du repêchage d'entrée dans la LNH 2013 par les Red Wings de Détroit. Lors de la saison 2013-2014, en février 2014, il compte son cinquantième but de la saison au cours du 48e match auquel il participe. Il devient le premier joueur de la LHJMQ à marquer 50 buts en moins de 50 matchs depuis Thomas Beauregard en 2006-2007. À la fin de la saison régulière, il compte 120 points pour la première place pour l'ensemble du circuit junior.
Le 22 mars 2016, il récolte son premier point dans la LNH, une passe sur un but de Darren Helm. Il inscrit son premier but en carrière dans la LNH le 24 mars 2016, avec l'aide de Brad Richards et de Mike Green, contre les Canadiens de Montréal.
Le 12 avril 2021, les Red Wings de Détroit l'échange au Capitals de Washington contre l'aillier Jakub Vrana, l'aillier Richard Panik, un choix de premier tour au repêchage de 2021 et un choix de deuxième tour au repêchage de 2022.
Alors qu'il écoule sa dernière année d'un contrat de quatre ans avec les Capitals, il est échangé aux Golden Knights de Vegas le 5 mars 2024. En retour, les Golden Knights cèdent un choix de deuxième tour en 2024 et un choix de quatrième tour en 2026. Dans cette transaction, les Capitals acceptent de payer 50 % de son salaire.

## Statistiques

### En club
| Saison     | Équipe                   | Ligue      |     | Saison régulière | Saison régulière | Saison régulière | Saison régulière | Saison régulière |    | Séries éliminatoires | Séries éliminatoires | Séries éliminatoires | Séries éliminatoires | Séries éliminatoires |
| Saison     | Équipe                   | Ligue      | PJ  | B                | A                | Pts              | Pun              | PJ               | B  | A                    | Pts                  | Pun                  |                      |                      |
| 2010-2011  | Foreurs de Val-d'Or      | LHJMQ      | 2   | 0                | 0                | 0                | 0                | -                | -  | -                    | -                    | -                    |                      |                      |
| 2011-2012  | Foreurs de Val-d'Or      | LHJMQ      | 63  | 22               | 29               | 51               | 39               | 4                | 2  | 2                    | 4                    | 6                    |                      |                      |
| 2012-2013  | Foreurs de Val-d'Or      | LHJMQ      | 67  | 50               | 39               | 89               | 71               | 9                | 5  | 7                    | 12                   | 13                   |                      |                      |
| 2013-2014  | Foreurs de Val-d'Or      | LHJMQ      | 57  | 57               | 63               | 120              | 75               | 24               | 24 | 14                   | 38                   | 52                   |                      |                      |
| 2014-2015  | Griffins de Grand Rapids | LAH        | 62  | 15               | 18               | 33               | 64               | 12               | 1  | 2                    | 3                    | 16                   |                      |                      |
| 2015-2016  | Griffins de Grand Rapids | LAH        | 60  | 21               | 24               | 45               | 32               | 9                | 4  | 7                    | 11                   | 8                    |                      |                      |
| 2015-2016  | Red Wings de Détroit     | LNH        | 10  | 2                | 1                | 3                | 2                | -                | -  | -                    | -                    | -                    |                      |                      |
| 2016-2017  | Griffins de Grand Rapids | LAH        | 10  | 8                | 2                | 10               | 6                | -                | -  | -                    | -                    | -                    |                      |                      |
| 2016-2017  | Red Wings de Détroit     | LNH        | 60  | 17               | 19               | 36               | 53               | -                | -  | -                    | -                    | -                    |                      |                      |
| 2017-2018  | Red Wings de Détroit     | LNH        | 80  | 24               | 24               | 48               | 52               | -                | -  | -                    | -                    | -                    |                      |                      |
| 2018-2019  | Red Wings de Détroit     | LNH        | 67  | 25               | 23               | 48               | 30               | -                | -  | -                    | -                    | -                    |                      |                      |
| 2019-2020  | Red Wings de Détroit     | LNH        | 43  | 16               | 22               | 38               | 34               | -                | -  | -                    | -                    | -                    |                      |                      |
| 2020-2021  | Red Wings de Détroit     | LNH        | 42  | 11               | 10               | 21               | 17               | -                | -  | -                    | -                    | -                    |                      |                      |
| 2020-2021  | Capitals de Washington   | LNH        | 14  | 4                | 4                | 8                | 8                | 5                | 0  | 2                    | 2                    | 6                    |                      |                      |
| 2021-2022  | Capitals de Washington   | LNH        | 37  | 9                | 14               | 23               | 14               | 6                | 0  | 4                    | 4                    | 13                   |                      |                      |
| 2022-2023  | Capitals de Washington   | LNH        | 67  | 11               | 16               | 27               | 31               | -                | -  | -                    | -                    | -                    |                      |                      |
| 2023-2024  | Capitals de Washington   | LNH        | 56  | 20               | 14               | 34               | 17               | -                | -  | -                    | -                    | -                    |                      |                      |
| 2023-2024  | Golden Knights de Vegas  | LNH        | 18  | 3                | 7                | 10               | 8                | 3                | 0  | 0                    | 0                    | 2                    |                      |                      |
| Totaux LNH | Totaux LNH               | Totaux LNH | 494 | 142              | 154              | 296              | 266              | 14               | 0  | 6                    | 6                    | 21                   |                      |                      |

### En équipe nationale
| Année | Équipe          | Compétition                  |   | PJ | B | A  | Pts | Pun                |  | Résultat |
| 2012  | Canada - 18 ans | Championnat du monde -18 ans | 7 | 1  | 0 | 1  | 0   | Médaille de bronze |  |          |
| 2014  | Canada -20 ans  | Championnat du monde junior  | 7 | 5  | 6 | 11 | 0   | Quatrième place    |  |          |
| 2019  | Canada          | Championnat du monde         | 9 | 7  | 7 | 14 | 16  | Médaille d'argent  |  |          |